# Cratere Fadus
Fadus è un cratere sulla superficie di Dione.